# Sinopoli
Pour le chef d'orchestre, voir Giuseppe Sinopoli.
Sinopoli (griko : Σινόπολις) est une commune italienne du Mezzogiorno située dans la ville métropolitaine de Reggio de Calabre.

## Histoire
Le territoire de la commune de Sinopoli (Xenòpolis) est occupé par les Grecs dès la période antique.
Sinopoli était initialement divisé en deux centres urbains : Sinopoli Vecchio et Sinopoli Inferiore. Au XVIIIe siècle, les séismes qui ont ravagé la zone ont poussé plusieurs habitants des villages de Sinopoli Vecchio et de Sinopoli Inferiore à partir pour fonder Sinopoli Superiore. La commune de Sinopoli est ainsi née de l'union de ces trois centres : Sinopoli Vecchio, Sinopoli Inferiore et Sinopoli Superiore.
Durant la Seconde Guerre mondiale, le village est bombardé par l'aviation américaine et subit de lourdes pertes civiles ; l'église, l'hôpital et de nombreuses maisons sont détruites.
Comme le reste de la Calabre, Sinopoli a beaucoup souffert de la présence de la 'Ndrangheta. De 1943 à 1945, la plaine de Gioia Tauro a été le théâtre de violentes confrontations entre les 'ndrine de Sinopoli et de Sant'Eufemia d'Aspromonte. Ces événements, surnommés faida di Sinopoli, feront de nombreuses victimes.

## Économie
L'agriculture, principale ressource économique du village, y est riche et diversifiée : vin, huile d'olive, figues sèches... En outre, Sinopoli est entouré de diverses sources d'eau minérale.

## Culture et patrimoine

### Édifices religieux
- Église Santa Maria delle Grazie ;
- église Maria Santissima Addolorata ;
- église San Giorgio.

### Festivités
La principale célébration ayant lieu à Sinopoli est celle de la Festa di Maria Santissima delle Grazie, le 8 septembre, accompagnée par la procession solennelle de la Vierge Marie accompagnée de flambeaux d'oliviers dans les rues du village. Cette fête religieuse est doublée de célébrations civiles comme des concerts, feux d'artifice et danse de géants.
Liste des célébrations catholiques :
- Festa di San Giorgio, le 23 avril, dans la frazione de Sinopoli inferiore ;
- Festia di Maria Santissima Addolorata, le 12 août ;
- Festia di Maria Santissima delle Grazie, le 8 septembre.

### Personnalités liées à la commune
- Stefania Bivone, miss Italie 2011.

## Administration
| Période                                  | Période | Identité | Étiquette | Qualité |
| ---------------------------------------- | ------- | -------- | --------- | ------- |
|                                          |         |          |           |         |
| Les données manquantes sont à compléter. |         |          |           |         |

### Hameaux
Sinopoli inferiore, Sinopoli vecchio.

### Communes limitrophes
Cosoleto, Oppido Mamertina, Roccaforte del Greco, Roghudi, San Procopio, Sant'Eufemia d'Aspromonte,  Scilla.